# 拉步甲
拉步甲（学名：Carabus lafossei）一种分布于中国南方地区的鞘翅目昆虫，隶属于步行虫科步行虫属（步甲属、大步甲属）。

## 形态特征
拉步甲成虫体长3～4厘米，体色变异较大，通常为金属绿色，前胸背板及鞘翅外缘泛金红色光泽。头部细长，复眼小而外凸。前胸背板鞍型。每个鞘翅上均具有六纵列瘤突。

## 发育过程
行完全变态发育，幼虫期二龄，之后变为拟蛹状态，之后蜕皮化蛹，经过一段时间后羽化为成虫。

## 习性
昼伏夜出，以其他昆虫幼虫、蜗牛等为食，对农业生产有益。